# Boksbeugel

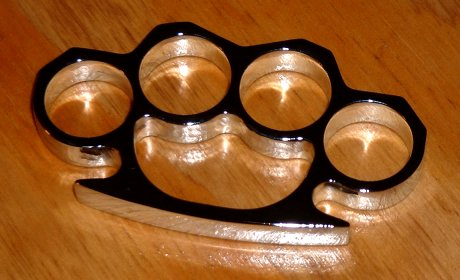
Een boksbeugel

Een boksbeugel is een gevechtswapen bestaande uit een stuk ijzer dat men gebruikt om mee te slaan. Een boksbeugel is een plat stuk metaal met vier grote cirkelvormige gaten waar men de vingers doorheen steekt en een vuist maakt. De beugel zit dan over de vingers heen en beschermt de vingers bij het slaan, ook is de impact van een slag veel groter door het harde metaal. Het slagwapen kan eventueel uitsteeksels bevatten waardoor ook de huid van de tegenstander opengehaald wordt. In een aantal Europese landen mag men een boksbeugel bij zich dragen, maar in Nederland en België is het wapen verboden.